# Véhicule électrique en Afrique du Sud

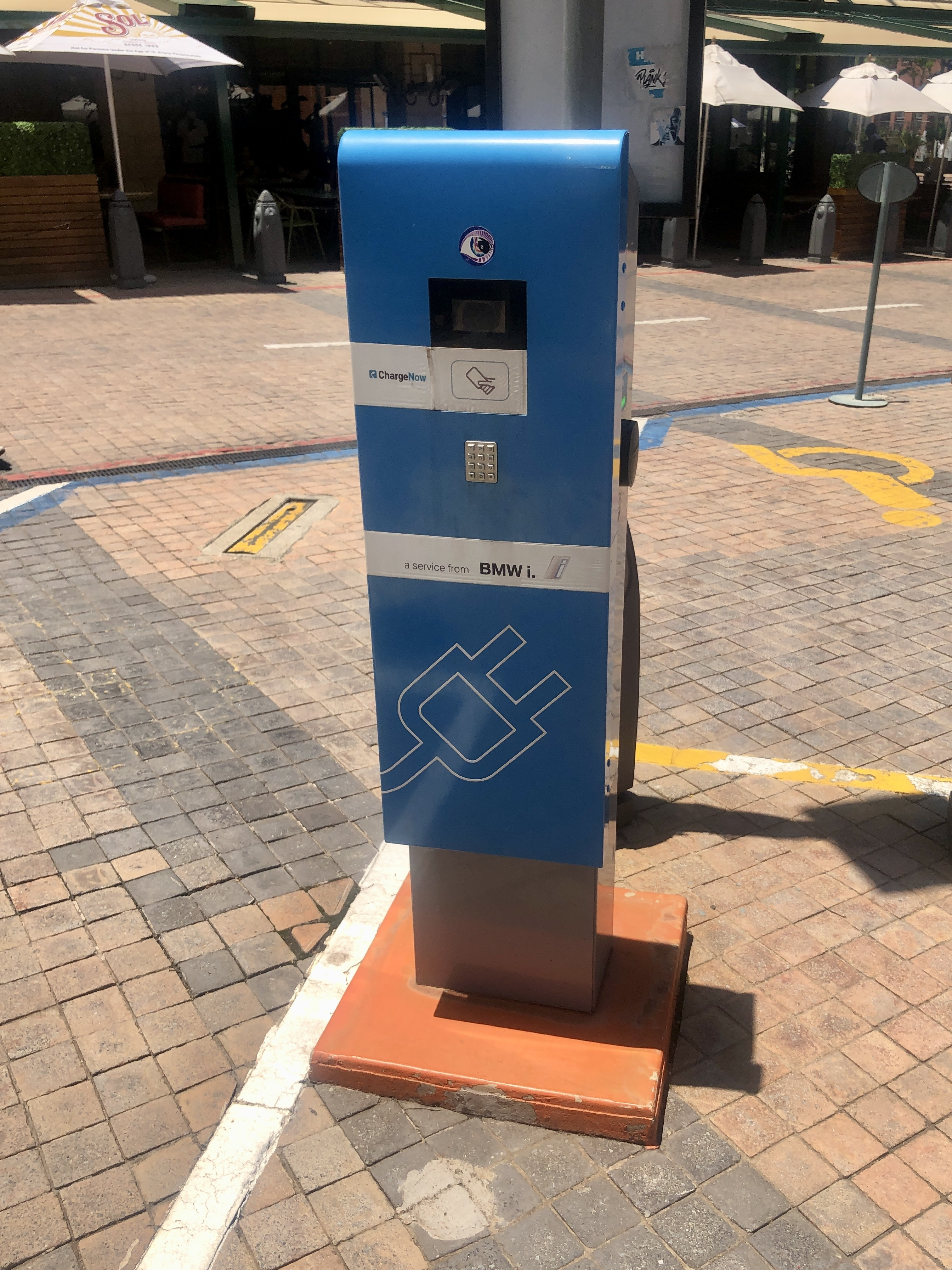
Borne de recharge sans fil en Afrique du Sud en 2019.

Le véhicule électrique en Afrique du Sud est peu développé ; en 2023, les ventes de véhicules dits « à énergie nouvelle » (électriques, hydrogène et hybrides rechargeables) en Afrique du Sud ne représentaient que 3 % du marché.

## Statistiques
En 2018, seuls 0,2 % des nouveaux véhicules vendus en Afrique du Sud étaient électriques.
En 2023, les ventes de véhicules dits « à énergie nouvelle » (électriques, hydrogène et hybrides rechargeables) en Afrique du Sud ne représentaient que 3 % du marché, soit environ 15 000 unités. L’Afrique reste un marché difficile : le revenu moyen par habitant y est bas et le réseau électrique est peu fiable. Malgré cela, les constructeurs chinois Chery, BYD et Great Wall Motors y ont multiplié les lancements en 2023 et 2024. Certaines marques, comme Omoda et Jaecoo, filiales de Chery, étudient même la faisabilité de mettre sur pied des usines d’assemblage ou des partenariats industriels pour contourner les droits de douane. Les marques chinoises privilégient une stratégie progressive : pousser d’abord les hybrides et hybrides rechargeables, avant d’introduire les véhicules 100 % électriques, parce que l’Afrique ne dispose pas d’un réseau de recharge suffisant.
Ce retard est en partie lié au fait que l'électricité en Afrique du Sud est principalement produite à partir de centrales à charbon. L'utilisation d'un véhicule électrique en Afrique du Sud avec cette électricité émet globalement plus de CO2 qu'un véhicule fonctionnant à l'essence.

## Politique gouvernementale
En 2022, le gouvernement national n'offre aucune incitation fiscale pour les véhicules électriques et impose un tarif douanier de 25 % sur les importations de véhicules électriques (contre 18 % pour les voitures à essence),.